# Smirnov Peak
Der Smirnov Peak (russisch Пик Смирнов Pik Smirnow, norwegisch Smirnovtinden) ist ein 2105 m hoher und spitzer Berg im ostantarktischen Königin-Maud-Land. Im Schtscherbakowgebirges der Orvinfjella ragt er 4 km südlich der Ristkalvane auf.
Norwegische Kartografen kartierten ihn anhand von Vermessungen und Luftaufnahmen der Dritten Norwegischen Antarktisexpedition (1956–1960). Teilnehmer einer von 1960 bis 1961 dauernden sowjetischen Antarktisexpedition kartierten ihn erneut und benannten ihn nach Alexander A. Smirnow, einem Teilnehmer dieser Forschungsreise. Das Advisory Committee on Antarctic Names übertrug die russische Benennung im Jahr 1970 ins Englische.